# Zorglub
Cet article concerne le personnage de fiction. Pour la série de bande dessinée, voir Zorglub (série de bande dessinée).
Zorglub est un personnage de fiction créé par André Franquin et Greg, et apparu pour la première fois dans la bande dessinée Z comme Zorglub de la série Spirou et Fantasio en 1959.
En 2017, il devient le héros de sa propre série de bande dessinée aux éditions Dupuis, sur un scénario et un dessin de José Luis Munuera.

## Création du personnage
Zorglub aurait été inspiré par un homme que Franquin connaissait de vue, et qui occupait un poste de chef de rayon dans un grand magasin de Bruxelles (Belgique). Il était très bavard, doté d'un fort accent, soucieux de son élégance et coiffé comme Zorglub ; un « homme très drôle », selon Franquin,.
On ignore si « Zorglub » est le nom ou le prénom du personnage. À cette question, Franquin répond : « On ne sait pas. En réalité, c'est un problème que nous ne nous sommes jamais posé, Greg et moi. »
Quoi qu'il en soit, fruit de l'imagination de Greg (Achille Talon) et de Franquin, Zorglub est une délirante modernisation du classique « savant fou ». Il en est la version « années 1950 », mais franchement comique. Dans les années 1950 précisément, l'écrivain canadien A. E. van Vogt avait créé, dans son roman de science-fiction La Faune de l'espace (titre original : The Voyage of the Space Beagle) un personnage de « méchant » appelé Zorl.

## Biographie fictive
Zorglub semble avoir eu une jeunesse peu heureuse. Il est un ancien camarade d'université de Miss Flanner et du comte Pacôme de Champignac. À l'inverse de ce dernier, il a décidé d'expérimenter sa principale invention non pas pour faire le bien, mais pour satisfaire ses ambitions personnelles et prouver qu'il est le plus grand des scientifiques. Il est en effet parvenu, à l'aide de la zorglonde, onde de son invention, à hypnotiser ses victimes et ainsi leur voler leurs inventions.

## Description

### Physique

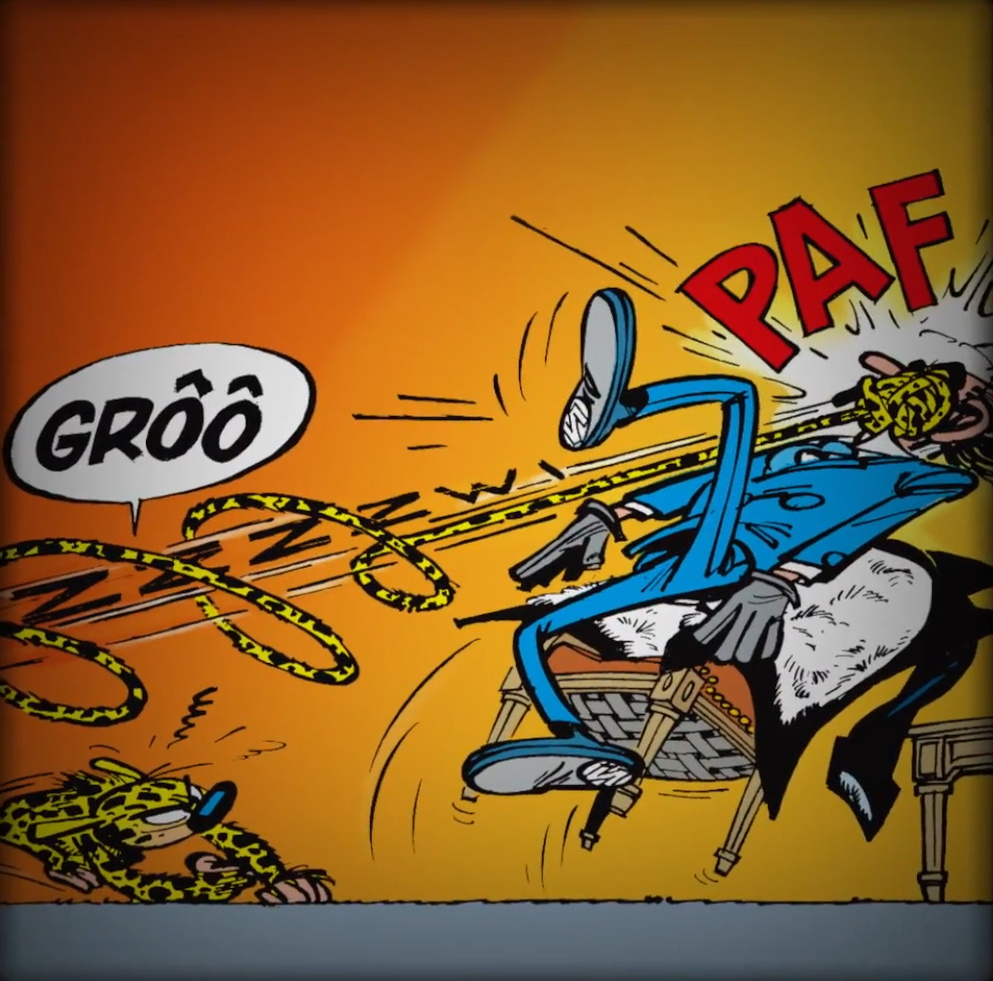
Zorglub, avec son costume bleu, son blouson noir doublé de fourrure et ses chaussures à la semelle marquée d'un Z.

Il mesure environ 1,80 m et aurait entre 45 et 50 ans (c'est ainsi que Fantasio le décrit). Il est brun, maigre, un peu chauve mais  avec une chevelure noire qui boucle derrière, collier de barbe, un long nez, et un air un peu diabolique. Zorglub s'habille d'un costume bleu avec une cravate, d'un blouson ou d'une cape noire doublée de fourrure de vison et de gants (apparence élégante des hommes dans les années 1950), lui donnant l'allure d'un vieux beau séducteur.

### Personnalité

#### Première période
Zorglub apparaît dans une longue aventure couverte par deux albums : Z comme Zorglub et L'Ombre du Z, dans laquelle il joue le rôle du méchant. Franquin le dépeint comme un être mégalomane, doté d'un égo surdimensionné (il parle régulièrement de lui à la troisième personne). S'il apparaît d'abord comme l'archétype du savant fou et du génie du mal, le personnage se révèle d'une grande maladresse et d'une nervosité extrême qui le conduit à accumuler les gaffes. Par exemple, dans Z comme Zorglub, toutes ses arrivées chez Champignac, mises en scène pompeusement, sont désamorcées par son irrésistible propension au fiasco : il trébuche sur un livre tombé au sol ou se prend les pieds dans l'échelle de son hélicoptère. Il se montre finalement plus ridicule qu'effrayant. C'est une version soft du savant fou, légèrement dévoyé, qui s'embarque dans des aventures tournant mal et qui lui font regretter ses choix,.
Son égo et sa mégalomanie le poussent à nommer tout l'environnement qu'il a créé autour de lui avec le préfixe Zorgl. Son invention clé s'appelle la zorglonde. Grâce à celle-ci, il se compose une véritable armée de Zorglhommes, en réalité des gendarmes choisis pour leurs sens de la discipline qu'il a hypnotisés et qui lui obéissent aveuglément. Ces Zorglhommes parlent tous la zorglangue (qui ne diffère du français que par le fait que les lettres des mots sont inversées), et leur leitmotiv est « Eviv Bulgroz ! » (ce qui signifie « Vive Zorglub ! »). Il crée de nombreuses bases où sont rassemblés les zorglhommes. On connaît le nom de six de ces bases (même si d'après les différentes cartes représentées, il semble y en avoir davantage) : Zorgland, Zorgrad, Zorg-City, Zorg-les-Bains, Zorgville, Zorgburg. Zorglub a également fabriqué des véhicules futuristes, comme la Zorglumobile ou le Zorgléoptère.
Il n'est cependant pas si méchant : il veille notamment à ne jamais tuer ou blesser quelqu'un. Dans L'Ombre du Z on voit qu'il n'est pas du tout conscient du mal qu'il provoque, en apprenant de la bouche de Champignac que des Palombiens ruinés par ses ventes forcées à coups de zorglonde en sont réduits à manger du savon. Dans ce même épisode, il tient à payer le pompiste qui fait le plein de sa voiture, alors qu'il aurait pu l'hypnotiser. Franquin dit de lui « Zorglub est en fait bien plus ambigu que ne l'est Zantafio ; c'est un "semi-mauvais", c'est l'ennemi qu'on combat, mais avec qui on reste en contact, qu'on peut encore faire changer. ».
Après administration d'un sérum à l'aide d'une sarbacane par Champignac, il peut même faire une sévère autocritique, quand ses erreurs sont trop évidentes. Dans les dernières pages de Z comme Zorglub, il tente ainsi une opération titanesque : envoyer des fusées sur la lune pour y écrire un message publicitaire pour Coca-Cola. Mais il n'avait pas prévu que celui-ci serait écrit en zorglangue (Acoc-Aloc) et qu'il est donc incompréhensible pour la plupart des gens.
Les seules actions réellement criminelles de son organisation ont été dirigées par Zantafio à l'insu de Zorglub. Zantafio finit par blesser gravement Zorglub avec un rayon de la mort expérimental, quand celui-ci, réalisant combien son allié est dangereux, tente de l'empêcher de voler ce fameux rayon.
Il rêve que son talent soit reconnu par le comte de Champignac. Il veut à tout prix obtenir l’approbation de son ancien camarade grâce à ses inventions et ainsi montrer son talent. Il désire aussi laisser sa marque et être considéré par ses contemporains comme un esprit de premier plan. Peut-être n'en serait-il pas arrivé là s'il n'avait pas eu la bienveillance de son camarade. Ce dernier lui reconnaît parfois un certain talent, mais il ne lui accorde pas l'attention qu'il mérite. Il le prend de haut et le sermonne. Il agit comme un père trop exigeant vis-à-vis de son fils, qu'il pousse à faire n'importe quoi pour obtenir un compliment. Les deux hommes ne sont pas si différents. Bien que Champignac soit plus conscient de ses responsabilités et soit un savant reconnu, il a déjà réalisé des expérimentations qui auraient pu mal tourner, tel que dans La Peur au bout du fil, épisode paru justement l'année précédant la première apparition de Zorglub.
Il permet à Franquin de montrer sa méfiance envers la science, l'endoctrinement autoritaire et la publicité.

#### Guérison
Dans Panade à Champignac, Zorglub recouvre sa santé mentale. Grâce au comte de Champignac, il devient un gentil. D'un point de vue éditorial, l'éclipse de Zorglub et son retour dans des circonstances comiques viennent d'une critique de l'éditeur contre la présence d'un superméchant dans Spirou.
Dans la reprise de la série par Fournier, Zorglub est un ami sincère et un excellent compagnon de recherches du comte. On les voit partir ensemble cueillir des champignons, bras dessus bras dessous. Zorglub s'est réconcilié avec un homme qu'il admirait et, surtout, avec lui-même.
Dans Le Réveil du Z de Tome et Janry, Zorglub est resté un personnage sympathique, mais on découvre que son descendant pourrait être un tyran ridicule comme lui-même l'avait été.
Dans Les Marais du temps, on le trouve toutefois moins scrupuleux et largement en deçà de Champignac sur le plan scientifique, mais l'album étant paru dans la collection Le Spirou de…, il parait normal que l'auteur ait une interprétation personnelle du personnage.

#### Le retour du Zorglub prétentieux et mégalomane
Dans Alerte aux Zorkons, Zorglub retrouve son rôle du « mythe Zorglub ». Il est à nouveau prétentieux et mégalomane, ourdissant un plan révélé dans le tome 52 de la série (La Face cachée du Z). Il est toutefois incroyablement gaffeur, provoquant comme à son habitude des catastrophes ; et, sans être réellement méchant, son incapacité à estimer les conséquences de ses actes met tout le monde en grand danger. En outre, il montre toujours une reconnaissance envers Champignac pour l'avoir soigné, et n'hésite pas à l'aider ainsi que Spirou et Fantasio lorsque ces derniers sont en danger.
Dans La Face cachée du Z, Zorglub retrouve ses habits de mégalomane. Il explique être frustré par Champignac, qui ne le considérerait que comme son élève, alors qu'il est son condisciple.

## Famille
Zorglub est un personnage plutôt solitaire : quand il apparaît pour la première fois dans Z comme Zorglub, personne ne l'accompagne si ce n'est des Zorglhommes soumis à sa volonté. Cependant, au fil des histoires et des interprétations, plusieurs membres de la famille de Zorglub seront présentés.
Dans Le Réveil du Z, Spirou et Fantasio rencontrent un certain « Zorglub Junior » à l'occasion d'un voyage temporel en 2062. Zorglub Junior est un descendant du Zorglub original et lui ressemble physiquement en tout point, excepté par la taille. Il est en effet très petit, alors que son ancêtre est au contraire assez grand. Zorglub Junior est un dictateur, en ce sens, il a tous les mauvais côtés de son ancêtre.
Dans le dessin animé Spirou et Fantasio de 2006, Zorglub a une fille : Zaoki. Si elle respecte les valeurs de son père, elle est également l'amie de Spirou et Fantasio et tente de les aider, même si pour cela elle doit entrer en désaccord avec le savant.
Dans la série de bandes dessinées Zorglub créée par José Luis Munuera, qui met en scène Zorglub dans ses propres aventures, le scientifique est également père d'une adolescente : Zandra. Cependant, il ne s'agit pas de sa fille biologique, mais d'un androïde très réaliste créé par Zorglub. Malgré cela, il la considère véritablement comme son enfant et la surprotège. Psychologiquement, rien ne la distingue d'une adolescente normale, et Zorglub la tient initialement dans l'ignorance de ses véritables origines par peur de sa réaction,.

## Œuvres où le personnage apparaît

### Bande dessinée

#### Spirou et Fantasio
- Spirou et Fantasio : Z comme Zorglub (Franquin, Greg, Jidéhem - Dupuis, 1960)
- Spirou et Fantasio : L'Ombre du Z (Franquin, Greg, Jidéhem - Dupuis, 1961)
- Spirou et Fantasio - L'intégrale : T7, Le mythe Zorglub (inclut les deux histoires précédentes)
- Spirou et Fantasio : Panade à Champignac (Franquin, Peyo, Gos, Jidéhem - Dupuis, 1969)
- Spirou et Fantasio - L'intégrale : T8, Aventures humoristiques (inclut l'histoire précédente)
- Spirou et Fantasio : Le Faiseur d'or (Fournier, Franquin - Dupuis, 1970)
- Spirou et Fantasio : Tora Torapa (Fournier - Dupuis, 1973)
- Spirou et Fantasio : Le Réveil du Z (Tome, Janry - Dupuis, 1986)
- Spirou et Fantasio : Zorglub à Cuba (8 planches) (Tome, Janry - Dupuis, projet avorté, 2000)
- Spirou et Fantasio : Paris-sous-Seine (Morvan, Munuera - Dupuis, 2004) (N'apparaît pas physiquement, mais est visible sur d'anciennes photographies)
- Spirou et Fantasio : Aux sources du Z (Morvan, Munuera - Dupuis, 2008)
- Spirou et Fantasio : Alerte aux Zorkons (Fabien Vehlmann, Yoann - Dupuis, 2010)
- Spirou et Fantasio : La Face cachée du Z (Fabien Vehlmann, Yoann - Dupuis, 2011)
- Spirou et Fantasio :  La Mort de Spirou (Sophie Guerrive, Benjamin Abitan, Olivier Schwartz - Dupuis, 2022)
- Spirou et Fantasio :  La Mémoire du futur (Sophie Guerrive, Benjamin Abitan, Olivier Schwartz - Dupuis, 2024)

#### Le Spirou de…
- Le Spirou de… : Les Géants pétrifiés (Fabien Vehlmann, Yoann - Dupuis, 2006)
- Le Spirou de… : Les Marais du temps (Frank Le Gall - Dupuis, 2007)
- Le Spirou de… : Fondation Z (Denis-Pierre Filippi, Fabrice Lebeault - Dupuis, 2018)
- Le Spirou de… : HS 3, Le Triomphe de Zorglub (Olivier Bocquet, Brice Cossu, Alexis Sentenac - Dupuis, 2018)

#### Zorglub
- Zorglub : La Fille du Z (José Luis Munuera - Dupuis, 2017)
- Zorglub : L'Apprenti méchant (José Luis Munuera - Dupuis, 2018)
- Zorglub : Lady Z (José Luis Munuera - Dupuis, 2019)

#### Autres
- Un cadavre exquis (Collectif - Dupuis, 2011)

### Série animée
- Spirou et Fantasio (Daniel Duda, 2006), doublé par Philippe Résimont

### Cinéma
- 2018 : Les Aventures de Spirou et Fantasio d'Alexandre Coffre, interprété par Ramzy Bedia